# 玉蔵院 (松山市)
玉蔵院（ぎょくぞういん）は、愛媛県松山市内宮町にある信貴山真言宗の寺院。本尊は毘沙門天。四国三十六不動霊場第19番の札所になっている。
- 御詠歌：人はみな　御利益うける　ふかしぎの　玉を蔵むる　一願不動

## 概要
用明天皇2年（587年）聖徳太子が開山したとされ太子が謹刻した毘沙門天が祀られている信貴山玉蔵院の松山別院である当寺は、昭和55年当地に武井密祥住職により開かれていたが信者の要望で新たに本堂が建立され、昭和59年12月12日入仏落慶法要が行われた。信者ら約百五十人が集まり、その当日午前10時、園児19人による冠や直垂（ひたたれ）姿の稚児行列や七福神の面を被った信者が町内五百ｍを一周し、続いて、松本明慶仏師作製による本尊に本山から出席した野沢密厳管長を導師に五人の僧侶による読経により入魂された。

## 伽藍
- 本堂：中央に秘仏本尊の毘沙門天と両脇に吉祥天女と善膩師童子、向かって右脇陣に弘法大師、左脇陣に不動明王を祀る。本尊以外は拝顔できる。

## 交通アクセス
鉄道
- JR予讃線・伊予和気駅より約1.5km

## 前後の札所
四国三十六不動霊場
18番 浄土寺 --(24km)-- 19番 玉蔵院 --(35km)-- 20番 光林寺